# Cantó de Levet
El cantó de Levet és un cantó francès del departament del Cher, situat al districte de Bourges. Té 13 municipis i el cap és Levet.

## Municipis
- Annoix
- Arçay
- Lapan
- Levet
- Lissay-Lochy
- Plaimpied-Givaudins
- Saint-Caprais
- Saint-Just
- Sainte-Lunaise
- Senneçay
- Soye-en-Septaine
- Trouy
- Vorly

## Història
| Data d'elecció                           | Identitat                   | Partit                     | Qualitat |
| ---------------------------------------- | --------------------------- | -------------------------- | -------- |
| 1945-19..                                | M. Aucouturier              | RI                         |          |
| 19..-1955                                | M. Dubois de la Sablonnière | RI                         |          |
| 1955-196.                                | M. Rivière                  | SFIO                       |          |
| 196.-1973                                | M. Richard                  | PS                         |          |
| 1973-1998                                | Pierre Signargout           | Divers droite, després RPR |          |
| 1998-2011                                | Jean-Pierre Magnoux         | Divers gauche              |          |
| 2011-                                    | Pascal Goudy                | PS                         |          |
| les dades anteriors no són pas conegudes |                             |                            |          |
|                                          |                             |                            |          |

## Demografia
| A partir de 1990: Població sense dobles comptes |